# Siderastrea siderea
Siderastrea siderea är en korallart som först beskrevs av Ellis och Daniel Solander 1786.  Siderastrea siderea ingår i släktet Siderastrea och familjen Siderastreidae. IUCN kategoriserar arten globalt som livskraftig. Inga underarter finns listade i Catalogue of Life.